# Nicolae Bălcescu

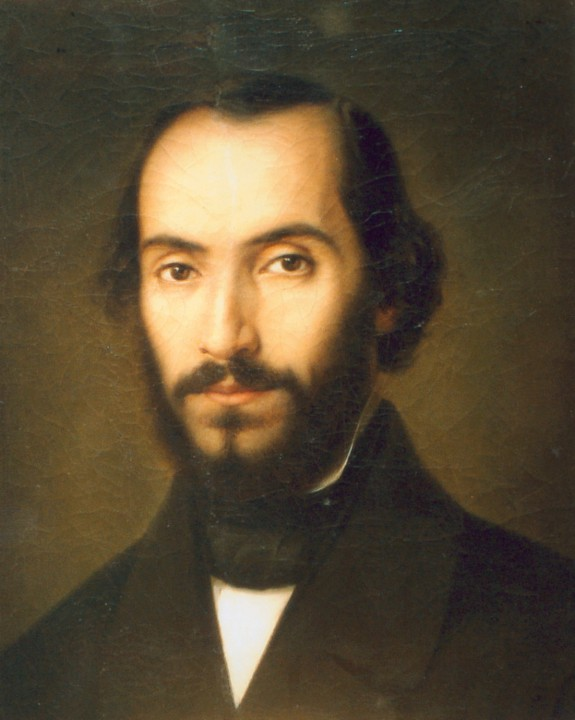
Bălcescu auf einem Gemälde von 1851

Nicolae Bălcescu (nikolaɛ bəltʃesku; * 29. Juni 1819 in Bukarest; † 29. November 1852 in Palermo, Königreich beider Sizilien) war ein rumänischer Historiker und Schriftsteller sowie einer der Anführer der rumänischen Revolution von 1848 in der Walachei.

## Leben
Bălcescu besuchte seit 1832 die St.-Sava-Akademie in Bukarest. Mit 19 trat er in die Armee ein, wo er 1840 am Putsch gegen Alexandru II Ghica beteiligt war. Nach dem Scheitern des Putschs wurde Bălcescu inhaftiert. 
Nachdem er wieder in Freiheit war, unternahm er Reisen nach Frankreich und Italien und begann seine publizistische Tätigkeit. 1844 erschien das Magazin istoric pentru Dacia. In Paris schloss er sich 1846 der Societatea studenților români (Gesellschaft rumänischer Studenten) an, der sowohl walachische wie auch moldauische Mitglieder angehörten. Der radikalliberale Bălcescu sprach sich im Magazin istoric für eine Landreform in Rumänien aus, weshalb er zu kommunistischen Zeiten eine positive Würdigung erfuhr. 
1848 reiste er mit Eindrücken der französischen Revolution von 1848 nach Bukarest und nahm an der rumänischen Revolution teil. Jedoch überwarf er sich schnell mit anderen Revolutionsführern und wurde schließlich von den osmanischen Truppen inhaftiert. Als er wieder freigelassen wurde, ging er nach Siebenbürgen, wo er allerdings von den ungarischen Behörden als rumänischer Separatist ausgewiesen wurde. Anschließend emigrierte er nach Konstantinopel. Nach der Revolution in Ungarn 1848 wurde Bălcescu als Vermittler zwischen ungarischen Revolutionären und siebenbürgisch-rumänischen Separatisten nach Debrecen gerufen, wobei es ihm jedoch nicht gelang, einen Durchbruch zwischen den verfeindeten Gruppen zu erzielen. 
In den letzten Jahren seines Lebens war Bălcescu vor allem publizistisch tätig und schrieb mehrere umfassende Werke zur rumänischen Geschichte.

## Nachwirkungen
Bălcescu wurde vor allem während der kommunistischen Zeit in Rumänien verehrt. Nach ihm wurden insbesondere Straßen und Plätze im ganzen Land benannt.